# Патуљасти миш
Патуљасти миш (лат. Micromys minutus) је врста глодара из породице мишева (лат. Muridae). Насељава велики део Европе и Азије и најмањи је европски глодар.

## Распрострањење
Врста је присутна у Азербејџану, Аустрији, Белгији, Белорусији, Босни и Херцеговини, Бугарској, Вијетнаму, Грузији, Грчкој, Данској, Естонији, Индији, Италији, Јерменији, Јужној Кореји, Кини, Летонији, Литванији, Луксембургу, Мађарској, Македонији, Мјанмару, Молдавији, Монголији, Немачкој, Пољској, Румунији, Русији, Северној Кореји, Словачкој, Словенији, Србији, Турској, Уједињеном Краљевству, Украјини, Финској, Француској, Холандији, Хрватској, Црној Гори, Чешкој, Швајцарској и Шпанији.

## Станиште
Патуљасти миш има станиште на копну. Живи у пољима житарица попут пшенице и зоби, у тршћацима и сличним стаништима.
Врста је по висини распрострањена до 1.700 метара надморске висине.

## Начин живота
Патуљасти миш прави кугласта гнезда од траве, гнезда су причвршћена на стабљике знатно изнад тла.

## Угроженост
Ова врста није угрожена, и наведена је као последња брига јер има широко распрострањење.

### Популациони тренд
Популација ове врсте је стабилна, судећи по доступним подацима.